# Vera Michallek
Vera Michallek, geborene Vera Steiert, (* 6. November 1958 in Lindau (Bodensee)) ist eine ehemalige deutsche Leichtathletin.
1979 und 1980 wurde die Mittel- und Langstreckenläuferin Deutsche Hallenvizemeisterin über 1500 Meter, 1980 und 1981 im Freien jeweils nationale Vizemeisterin über 1500 und 3000 Meter. Im September 1981 heiratete sie den Sportstudenten Andreas Michallek (* 1954), von dem sie fortan trainiert wurde.
1982 wurde sie bei den Halleneuropameisterschaften Vierte über 3000 Meter. Im Jahr darauf wurde sie erneut Deutsche Vizemeisterin über 1500 Meter. Bei den Weltmeisterschaften 1983 in Helsinki schied sie über 3000 Meter im Vorlauf aus, und bei den Halleneuropameisterschaften kam sie über dieselbe Distanz erneut auf den vierten Platz. 1984 wurde sie Deutsche Vizemeister über 3000 Meter und siegte bei den Deutschen Meisterschaften im 25-km-Straßenlauf.
1986 wurde sie über 1500 Meter Deutsche Hallenmeisterin und Vizemeisterin im Freien. Bei den Europameisterschaften 1986 schied sie über 1500 Meter im Vorlauf aus und wurde Zehnte über 3000 Meter. Zum Jahresabschluss gewann sie den Bozener Silvesterlauf. 1987 verteidigte sie ihren Hallentitel über 1500 Meter, wurde bei den Halleneuropameisterschaften in Liévin Vierte über 3000 Meter und wurde auf der Kurzstrecke Deutsche Meisterin im Crosslauf. Bei den Weltmeisterschaften in Rom schied sie über 1500 Meter im Vorlauf aus und wurde Elfte über 3000 Meter. Im Herbst gewann sie den Griesheimer Straßenlauf.
1988 wurde sie Deutsche Hallenmeisterin über 3000 Meter und gewann über dieselbe Distanz bei den Halleneuropameisterschaften in Budapest die Silbermedaille. Sowohl über 1500 wie auch über 3000 Meter wurde sie Deutsche Meisterin, schied aber über beide Distanzen bei den Olympischen Spielen in Seoul im Vorlauf aus.
1989 wurde sie Deutsche Hallenmeisterin über 1500 und 3000 Meter und wurde bei den Hallenweltmeisterschaften in Budapest Vierte über 3000 Meter. 1990 wurde sie zum zweiten Mal Deutsche Meisterin über 1500 Meter und 1993 Dritte beim Griesheimer Straßenlauf.
Vera Michallek startete zunächst für den ASV Köln, ab 1983 für den SC Eintracht Hamm und ab 1986 für die LG Frankfurt. Derzeit ist sie Athletenmanagerin für etwa 30 Leichtathleten, u. a. für Robert Harting, Verena Sailer, Tatjana Pinto, Shanice Craft und Betty Heidler.

## Persönliche Bestzeiten
- 800 m: 2:02,9 min, 3. August 1984, Menden (Sauerland)
- 1500 m: 4:04,29 min, 17. August 1986, Köln
  - Halle: 4:06,61 min, 31. Januar 1988, Stuttgart
- 1 Meile: 4:32,12 min, 9. Juni 1988, Bratislava
  - Halle: 4:28,29 min, 5. Februar 1988, Sindelfingen
- 3000 m: 8:47,62 min, 5. Juli 1988, Stockholm
  - Halle: 8:46,97 min, 6. März 1988, Budapest
- 5000 m: 15:41,68 min, 12. September 1986, Gelnhausen
- 10.000 m: 34:08,0 min, 5. April 1986, Albufeira
- Halbmarathon: 1:14:47 h, 17. November 1993, Griesheim
- 25-km-Straßenlauf: 1:28:32 h, 18. November 1987, Griesheim